# Coenosia orbimacula
Coenosia orbimacula är en tvåvingeart som beskrevs av Xue 2006. Coenosia orbimacula ingår i släktet Coenosia och familjen husflugor. Inga underarter finns listade i Catalogue of Life.